# もっと桃っ娘
もっと桃っ娘（-ももっこ）は、テレビせとうちで放送されている岡山県を対象とした風俗情報番組。TSCで放送されてはいるが、自社制作番組ではなく、オンプランニングという会社の100%外注制作であり、TSCは番販扱いで放送されている。MC兼リポーターは謎の覆面キャラ「モモナンジャー」（戦隊物の変身後の格好を桃にあしらって桃色の全身タイツで着ている。中年男性）。放送時間は金曜26:53～27:08。
開始当初は5分番組だった。
2007年3月30日放送分をもって一旦終了。

## 主な内容
- 大まかに3つのゾーンに分かれている。最初はモモナンジャーがラウンジ・クラブの紹介をしており、その店に働く女性従業員（平たく言えばホステス・キャバ嬢）も紹介される。
- もう1つは、岡山市にあるメイド喫茶「しゃるろっと」のメイドたちによるコスプレ披露コーナー通称「コスパ○（○には回数が書かれている）」がある。これは閉店後に撮影されており、メイド服だけでなくアニメキャラクターのコスプレも披露されている。BGMはアニソンがかかっている。
- もう1つはモモナンジャーお薦めのお店をフラッシュで紹介。
- ちなみに風俗情報とはいえ性風俗の店は対象外となっている。

## スポンサー
- セントラル観光グループ
- 雅コーポレーション
- 月刊モモガール
- バンケットアシスト

※月刊モモガール（女性向けの仕事情報雑誌。ただしジャンルは風俗関係オンリー）以外はおおよそ上記会社系列のラウンジ・クラブを紹介しているものと思われる。